# Lee Seung-ryul
Lee Seung-ryul (* 6. März 1989 in Bucheon, Südkorea) ist ein ehemaliger südkoreanischer Fußballspieler, der auf der Position Stürmer gespielt hat.

## Laufbahn
Lee Seung-Ryul begann das Fußballspielen für die Shin-gal High School und schloss sich im Jahr 2008 dem FC Seoul an. In seinem ersten Jahr als Profispieler bestritt er in der K-League und im Hauzen Cup insgesamt 31 Begegnungen und schoss dabei fünf Tore, woraufhin er zum K-League-Nachwuchsspieler des Jahres 2008 gekürt wurde. Im Jahr 2010 konnte er mit seinem Team die südkoreanische Meisterschaft gewinnen. Anfang 2012 wechselte er zu Gamba Osaka nach Japan, konnte sich dort aber nicht durchsetzen. Nach einem halben Jahr kehrte er nach Südkorea zurück, wo er sich Ulsan Hyundai anschloss. Anfang 2013 nahm ihn Seongnam Ilhwa Chunma unter Vertrag, ehe ihn nach einer Spielzeit von Jeonbuk Hyundai Motors verpflichtet wurde. Dort kam er über die Rolle des Ergänzungsspielers nicht hinaus und stand nur selten auf dem Platz. Dennoch konnte er mit dem Team zwei Meisterschaften gewinnen. Anfang 2016 wechselte er zum Suwon FC, wo er seine Karriere beendete.
Lee stand in verschiedenen südkoreanischen Juniorennationalteams und war im vorläufigen Kader Südkoreas für die Olympischen Sommerspiele 2008 in Peking. 2009 nahm er an der Junioren-Weltmeisterschaft teil. Am 9. Januar 2010 debütierte er in Südkoreas A-Nationalmannschaft bei einem Freundschaftsspiel gegen Sambia. Er gehörte zum Aufgebot für die Ostasienmeisterschaft 2010, wo er dreimal zum Einsatz kam. Im Sommer 2010 gehörte er zum Kader für die Weltmeisterschaft 2010, dort kam er im Gruppenspiel gegen Griechenland zu seinem Kurzeinsatz. Am 11. August 2010 bestritt er im Freundschaftsspiel gegen Nigeria sein letztes von insgesamt zehn Länderspielen.

## Auszeichnungen
- K-League Nachwuchsspieler des Jahres 2008